# Doroniceae
Doroniceae és una tribu de la subfamília de les asteròidies (Asteroideae).
Aquesta petita tribu va ser creada per J. L. Panero recentment com a conseqüència d'estudis moleculars.
Inclou plantes amb flors grogues i vistoses que es coneixen popularment amb el nom de corona de rei.

## Gèneres
Compta amb un gènere:
- Doronicum